# نادویرنا
شهر نادویرنا (به روسی: Надвірна) در استان ایوانو فرانکیسوک در کشور اوکراین واقع شده‌است. جمعیت این شهر ۲۰٬۹۳۲ نفر است.